# Gyurme Namgyel
| Tibetische Bezeichnung                            |
| ------------------------------------------------- |
| Tibetische Schrift: འགྱུར་མེད་རྣམ་རྒྱལ་                 |
| Wylie-Transliteration: ’gyur med rnam rgyal       |
| Aussprache in IPA: [cuːme namcɛː]                 |
| Offizielle Transkription der VRCh: Gyurmê Namgyai |
| THDL-Transkription: Gyurmé Namgyel                |
| Andere Schreibweisen: Gyurme Namgyel              |
| Chinesische Bezeichnung                           |
| Traditionell: 珠爾默特那木劄勒                    |
| Vereinfacht: 珠尔默特那木札勒                     |
| Pinyin:Zhū’ěrmòtè Nàmùzhálè                       |

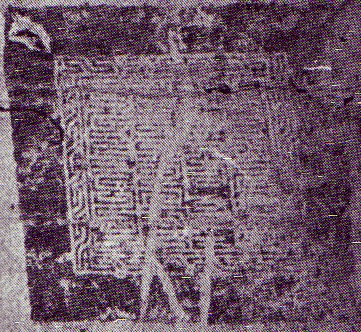
Amtssiegel von Gyurme Namgyel

Gyurme Namgyel (* 18. Jahrhundert; † 11. November 1750 in Lhasa) regierte Tibet als Nachfolger seines Vaters Miwang Pholhane Sönam Tobgye von 1747 bis 1750. Er wurde 1750 von den chinesischen und mandschurischen Ambanen Fucin und Labdon ermordet. Auf seinen Tod folgte 1751 die Übernahme der Regierungsgewalt durch den 7. Dalai Lama in einem neu organisierten mandschu-chinesischen Protektorat Tibet, das danach über 150 Jahre Bestand hatte.

## Nachfolger des Miwang Pholhane
Gyurme Namgyel, von den Tibetern auch Dalai Batur genannt, war der zweitälteste Sohn des tibetischen Herrschers Miwang Pholhane Sönam Tobgye, der Tibet von 1729 bis 1747 regierte.
Als natürlicher Nachfolger von Pholhane kam eigentlich nur sein ältester Sohn Gyurme Yeshe Tsheten (tib.: 'gyur med ye shes tshe brtan) in Frage, dem 1729 von seinem Vater die Verfügungsgewalt über Westtibet übertragen worden war. Gyurme Yeshe Tsheten hatte große militärische Erfahrungen im Bürgerkrieg der Jahre 1727–1728 gesammelt und zudem Verwaltungspraxis durch seine Führungsposition in Ngari erworben.
Sein Gesundheitszustand verschlechterte sich aber in den vierziger Jahren des 18. Jahrhunderts so stark, dass Pholhane ihn von seiner Nachfolge ausschloss. Zudem stellte Gyurme Yeshe Tsheten eine Lebensanschauung zur Schau, die seinem kriegserprobten Vater offenbar nicht gefiel. Obwohl er mit zwei Frauen verheiratet war und mehrere Kinder hatte, trug er meist die Kleidung eines Lamas und pflegte sehr enge Beziehungen zu buddhistischen Geistlichen.
Sein jüngerer Bruder Gyurme Namgyel hingegen war Kommandeur der tibetischen Armee, führte eine Abteilung der Kavallerie mit mehreren tausend Mongolen und trat nach außen wie ein Herrschaft gewohnter Adliger auf. Er wurde wohl auch deshalb von Pholhane bevorzugt.
Nachdem sich Pholhane für Gyurme Namgyel als seinen Nachfolger entschieden hatte, folgte die Bestätigung dieser Nachfolgeregelung durch den chinesischen Kaiser am 28. Januar 1746.

## Beginn der Regierungstätigkeit und Konflikt mit dem älteren Bruder

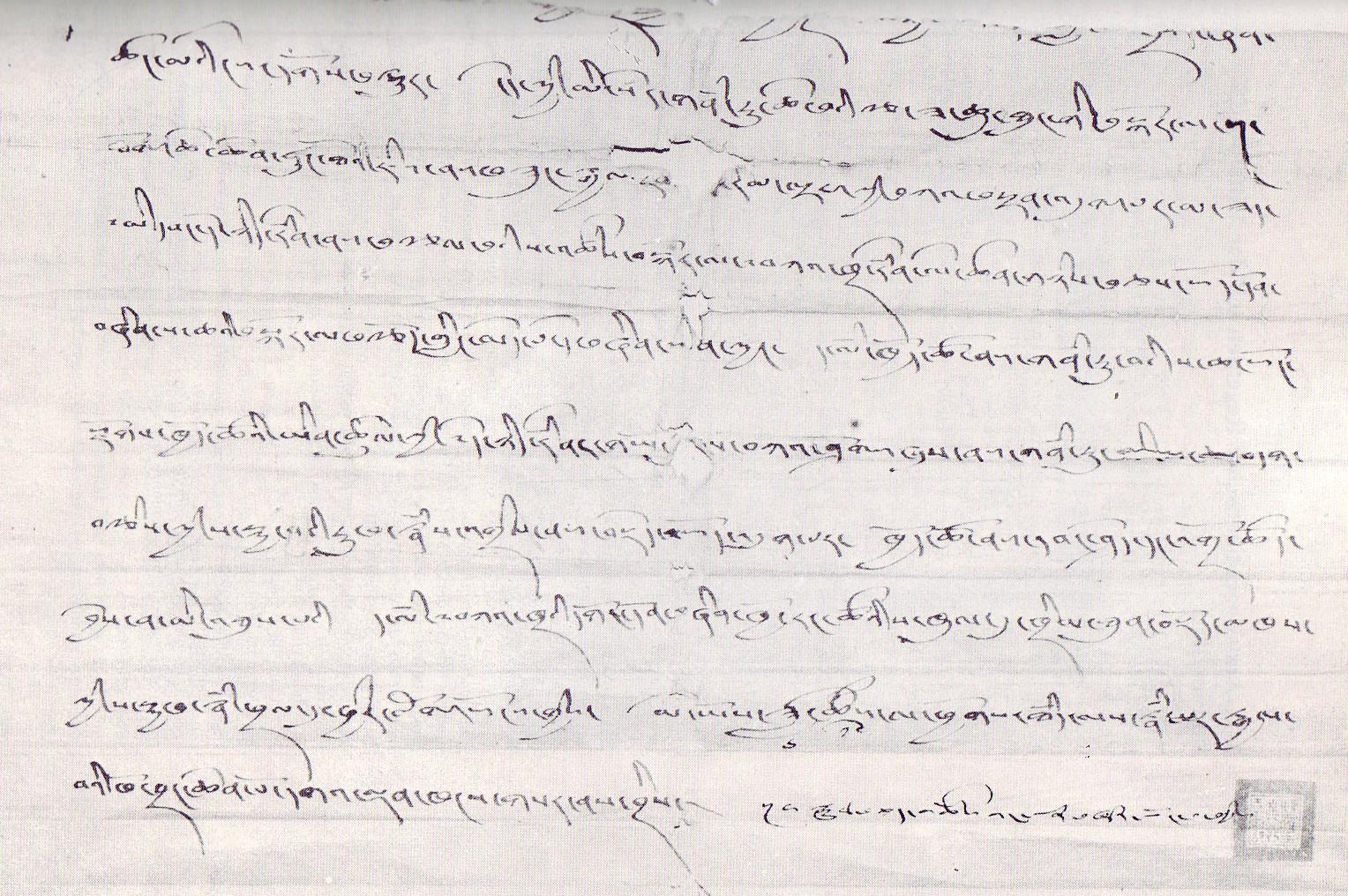
Herrscherurkunde des Gyurme Namgyel aus dem Jahre 1747

Nach dem Tod des Miwang Pholhane Sönam Tobgye am 12. März 1747 verlief die Übernahme der Macht durch Gyurme Namgyel völlig reibungslos. Der neue Herrscher übernahm die Regierungsmannschaft seines Vaters, in der insbesondere Gashi Pandita Gönpo Ngödrub Rabten (tib.: dga' bzhi pandita mgon po dngos grub rab brtan), ein Neffe von Khangchenne, als Minister (tib.: bka' blon) mitarbeitete. Gyurme Namgyels Regierungszeit wurde zunächst überschattet von seinem Versuch, seinen in Ngari regierenden Bruder Gyurme Yeshe Tsheten zu beseitigen. Im Jahre 1748 fasste er erste Pläne, eine Armee nach Westtibet zu schicken, um seinen Bruder festnehmen zu lassen. Dieser Plan scheiterte am entschlossenen Widerstand seines Ministerrates.
Anschließend beschuldigte er den Bruder gegenüber dem chinesischen Kaiser, die Klöster in Ngari zu unterdrücken, Händler auszurauben und die Handelsverbindungen nach Zentraltibet zu unterbrechen. Als der chinesische Kaiserhof hierauf nicht für ihn angemessen reagierte, schickte er ein Memorandum, in dem er seinen Bruder beschuldigte, mit 700 Mann Soldaten eine Grenzstadt nach Tsang eingenommen zu haben.
Als Gyurme Yeshe Tsheten am 25. Januar 1750 plötzlich starb, verbreitete Gyurme Namgyel die Nachricht, sein Bruder sei an seiner Krankheit gestorben und ließ kostspielige Totenrituale für den Verstorbenen durchführen. Nach der Ermordung Gyurme Namgyels durch die Ambane verbreiteten dann die Chinesen die Behauptung, Gyurme Namgyel habe seinen Bruder ermorden lassen.
Der Konflikt mit seinem Bruder Gyurme Yeshe Tsheten ist vor dem Hintergrund zu sehen, dass mit einer prochinesischen Militärmacht im Westen ein Vorgehen Gyurme Namgyels gegen die chinesische Vertretung in Lhasa problematisch erscheinen musste. Erst unmittelbar nach dem Tod seines Bruders traf Gyurme Namgyel konkrete Vorbereitungen, um gegen die Ambane vorzugehen.

## Konflikt mit der chinesischen Vormacht
Tatsächlich war die Politik Gyurme Namgyels von einer grundsätzlich antichinesischen Einstellung bestimmt. Seine politische Zielsetzung war es, der chinesischen Vorherrschaft in Tibet ein Ende zu bereiten.
1748 überredete er trickreich den chinesischen Kaiser, die chinesische Garnison in Lhasa von 500 auf 100 Mann zu reduzieren. Dies bedeutet angesichts einer tibetischen Berufsarmee von 25.000 Mann, die aber über das gesamte tibetische Hochland verteilt war, dass die chinesischen Ambane in Lhasa praktisch schutzlos waren.
1747/1748 erlaubte der chinesische Kaiser törichterweise einer Mission der Dsungaren, nach Tibet zu reisen. Die dsungarische Mission traf Ende Januar 1748 in Lhasa ein und wurde festlich empfangen. Die dabei mit Gyurme Namgyel geknüpften Kontakte führten dazu, dass dieser einen Schriftverkehr mit der Dsungarei führen konnte und die Dsungaren aufforderte, über Ladakh nach Tibet vorzurücken.
Am 19. Juli 1750 erreichte die Ambane in Lhasa die Nachricht über Vorbereitungen Gyurme Namgyels, 1500 Mann der tibetischen Armee aus Kongpo mit 49 Ladungen Munition nach Lhasa einrücken zu lassen und dort zu stationieren. Kurz danach zog Gyurme Namgyel in Tsang 2000 Mann regulärer Truppen unter seinem Befehl zusammen. Im November 1750 gab Gyurme Namgyel die Anweisung, die Benutzung des tibetischen Postwesens durch die Chinesen zu unterbrechen, so dass die Ambane keine Nachrichtenverbindung nach China hatten.

## Ermordung Gyurme Namgyels durch die chinesischen Ambane
Zur gleichen Zeit begab sich Gyurme Namgyel nach Lhasa. Offenkundig wusste er nicht, dass seine Pläne inzwischen von tibetischen Zuträgern an die Chinesen verraten worden waren. Die Ambane, die berechtigter Weise um ihr Leben fürchteten, luden ihn in die chinesische Residenz unter dem Vorwand ein, eine Konferenz abhalten zu wollen.
Die beiden Ambane baten den mit Begleitung eintreffenden, ahnungslosen Gyurme Namgyel in einen separaten Raum zu einem persönlichen Gespräch. Hier überschüttete ihn Fucing mit wilden Anschuldigungen. Bevor Gyurme Namgyel antworten konnte, sprang Fucing auf, umklammerte seinen Arm während ihn Labdon mit einem Schwert durchbohrte. Die im Vorraum wartenden Begleiter Gyurme Namgyels wurden anschließend niedergemetzelt.
Einzig und allein Lobsang Trashi (tib.: blo bzang bkra shis), ein Haushofmeister Gyurme Namgyels, konnte durch einen Sprung aus dem Fenster sein Leben retten. Er entfesselte anschließend einen kurzlebigen Aufstand gegen die Chinesen, in dem Fucing und Labdon neben zahlreichen anderen Chinesen den Tod fanden.

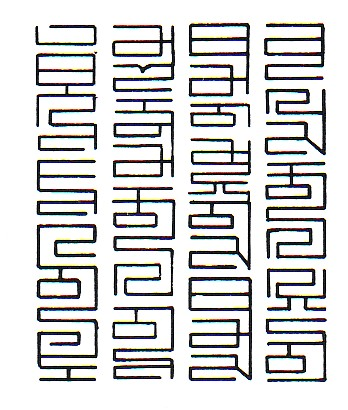
Rekonstruktion des Amtssiegels von Gyurme Namgyel in Phagpa-Schrift